# Constantin Ionescu
Constantin Ionescu (ur. 12 września 1958 w Braszowie, zm. w lipcu 2024) – rumuński szachista, arcymistrz od 1998 roku.

## Kariera szachowa
Od pierwszych lat 80. do końca 90. XX wieku należał do czołówki rumuńskich szachistów. Ośmiokrotnie zdobywał medale indywidualnych mistrzostw kraju: złoty (1999, wspólnie z Mihailem Marinem), cztery srebrne (1982, 1984, 1989, 1990) i trzy brązowe (1979, 1992, 2000).
Wielokrotnie reprezentował Rumunię w turniejach drużynowych, m.in.:
- ośmiokrotnie na olimpiadach szachowych (w latach 1986, 1988, 1990, 1992, 1994, 1996, 1998, 2000)[4],
- na drużynowych mistrzostwach świata (w roku 1985); medalista: indywidualnie – brązowy (1985 – na VIII szachownicy)[5],
- trzykrotnie na drużynowych mistrzostwach Europy (w latach 1989, 1992, 1999)[6],
- jedenastokrotnie na drużynowych mistrzostwach Bałkanów (w latach 1980, 1981, 1982, 1983, 1985, 1986, 1988, 1990, 1992, 1993, 1994); dziesięciokrotny medalista: wspólnie z drużyną – czterokrotnie srebrny (1980, 1981, 1985, 1990) i sześciokrotnie brązowy (1982, 1983, 1986, 1988, 1992, 1993)[7].

W roku 1977 reprezentował Rumunię na rozegranych w Innsbrucku mistrzostwach świata juniorów do lat 20, dzieląc wraz z Marcelem Sisniegą, Krumem Georgiewem i Manuelem Rivasem Pastorem VII miejsce. W kolejnych latach odniósł szereg sukcesów w turniejach międzynarodowych, m.in. w Bukareszcie (1980, dz. III m. za Aleksandrem Bielawskim i Mihai Șubą, wraz z Mihailem Ghindą), Halle (1984, dz. III m. za Witalijem Cieszkowskim i Wolfgangiem Uhlmannem, wraz z Janem Ambrozem), Manresie (1993, dz. I m. m.in. wraz z M.Șubą, M.Marinem i Semko Semkowem), Bukareszcie (1993, I m.), Berdze (1994, dz. II m. za Dimitriosem Anagnostopoulosem, wraz z M.Marinem), Balatonbereny (1996, dz. I m. m.in. wraz z Peterem Lukacsem, Tiborem Fogarasim, Tiborem Tolnai i Aleksiejem Bezgodowem), Călimănești (1999, dz. III m. za Liviu-Dieterem Nisipeanu i Viorelem Iordachescu), Bukareszcie (2001, dz. III m. za Mircea Parligrasem i Michaiłem Gołubiewem, wraz z Mariusem Manolache), Bijeljinie (2002, dz. II m. za Vlatko Bogdanovskim, wraz z Dragoșem Dumitrache), Bukareszcie (2002, dz. I m. wraz M.Manolache), Egerze (2004, dz. II m. za Gyulą Saxem, wraz z Levente Vajdą) oraz ponownie w Bukareszcie (2005, memoriał Victora Ciocaltei, dz. II m. za L.Vajdą, wraz z Borisem Itkisem i Vladem-Cristianem Jianu).
Najwyższy ranking w karierze osiągnął 1 lipca 1996 r., z wynikiem 2545 punktów zajmował wówczas 1. miejsce wśród rumuńskich szachistów.